# Municipi d'Assens
El municipi d'Assens és un municipi danès que va ser creat l'1 de gener del 2007 com a part de la Reforma Municipal Danesa, integrant els antics municipis de Glamsbjerg, Haarby, Tommerup, Vissenbjerg, Aarup i Assens. El municipi és situat a l'oest de l'illa de Fiònia i forma part de la Regió de Syddanmark, abastant una superfície de 512 km². La península de Helnæs, gairebé una altra illa, només està unida a Fiònia per un estret dic natural.
La ciutat més important i la seu administrativa del municipi és a Assens (6.089 habitants el 2009). Altres poblacions del municipi són:
- Verninge
- Grønnemose
- Turup
- Glamsbjerg
- Tommerup Stationsby
- Tommerup
- Jordløse
- Brylle
- Ebberup
- Flemløse
- Snave
- Haarby
- Aarup
- Skalbjerg
- Vissenbjerg
- Ørsted
- Sandager
- Torø Huse
- Nårup

## Consell municipal
Resultats de les eleccions del 18 de novembre del 2009:
| Partit                      | vots | % vots |
| --------------------------- | ---- | ------ |
| Socialdemokratiet           | 7778 | 35,7   |
| Det Radikale Venstre        | 794  | 3,6    |
| Det Konservative Folkeparti | 2020 | 9,3    |
| Socialistisk Folkeparti     | 3239 | 14,9   |
| Liberal Alliance            | 19   | 0,1    |
| Kristendemokraterne         | 78   | 0,3    |
| NY TID                      | 51   | 0.2    |
| Dansk Folkeparti            | 2023 | 9,3    |
| Centerpartiet               | 42   | 0,2    |
| Venstre                     | 5765 | 26,4   |

### Alcaldes
| Alcalde     | Període               | Partit            |
| ----------- | --------------------- | ----------------- |
| Finn Brunse | 1-1-2007 a 31-12-2009 | Socialdemokratiet |
|             | 1-1-2010 a 31-12-2013 |                   |